# Kelvin van der Linde

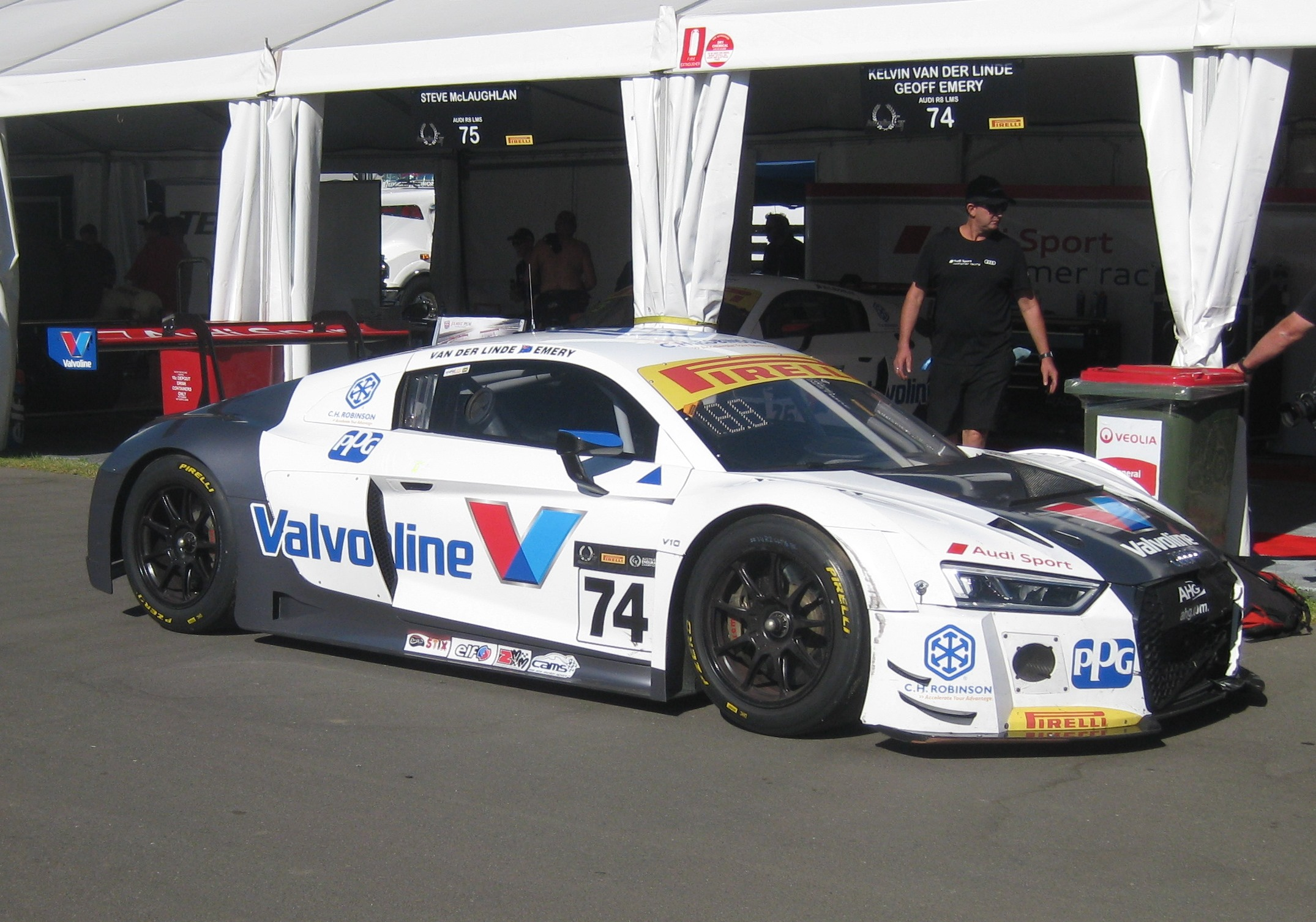
Der von Kelvin van der Linde gefahrene Audi R8 LMS

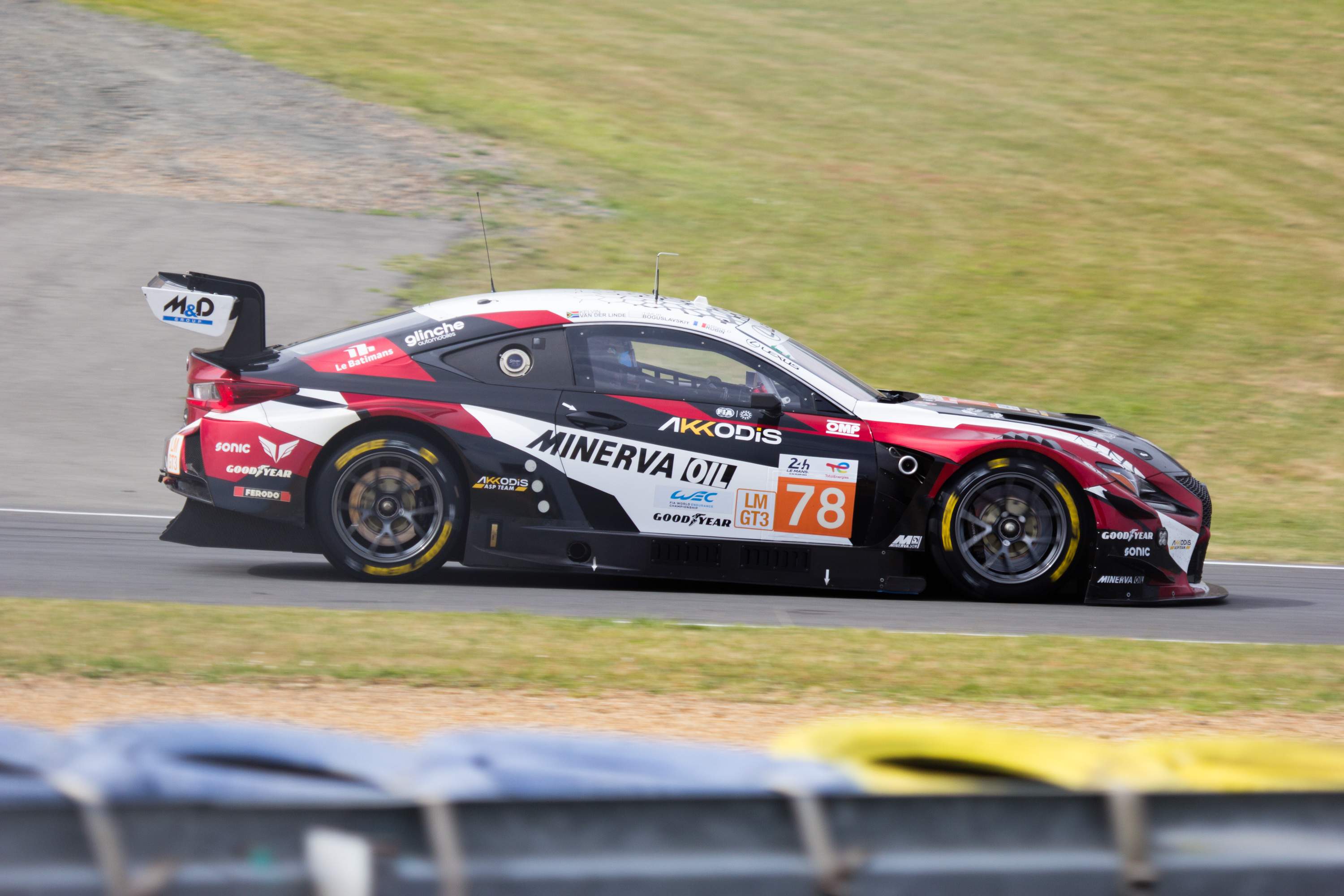
Der von Kelvin van der Linde beim 24-Stunden-Rennen von Le Mans 2024 gefahrene Lexus RC F GT3

Kelvin van der Linde (* 20. Juni 1996 in Johannesburg) ist ein südafrikanisch-deutscher Autorennfahrer. Von 2014 bis 2021 trat er im ADAC GT Masters an, welches er in seiner Debütsaison zusammen mit René Rast gewinnen konnte. Seitdem geht er in der DTM an den Start.

## Karriere
Van der Linde begann seine Motorsportkarriere 2006 im südafrikanischen Kartsport. Dort gewann er 2008 und 2010 die südafrikanische Kartmeisterschaft.
2011 wurde er mit 14 Jahren der jüngste Fahrer, der jemals an einem südafrikanischen Motorsportevent für Senioren teilnahm. Im gleichen Jahr gewann er die Rookiewertung im südafrikanischen Volkswagen Cup und beendete seine Debütsaison als Gesamtdritter. 2012 wurde er im Alter von 16 Jahren und 128 Tagen jüngster Meister im südafrikanischen VW Polo Cup. Er löste dabei seinen Onkel Etienne van der Linde als jüngsten Champion aller Zeiten ab.
2013 gewann er schließlich seine erste internationale Meisterschaft. Mit fünf Siegen in neun Rennen konnte er sich im letzten Rennen des Volkswagen Scirocco R-Cups die Meisterschaft sichern. Auch in dieser Meisterschaft war er der jüngste Meisterschaftsgewinner dieses Cups. Durch den Gewinn dieser Meisterschaft wird er im Jahr 2014 durch VW als Juniorfahrer unterstützt.
Im Jahr 2014 tritt er für das Team Prosperia C. Abt Racing an der Seite von René Rast im ADAC GT Masters an. Nachdem er bereits in seinem ersten Qualifying seine erste Pole-Position erreicht hatte, belegte er in seinem ersten Rennen einen zweiten Platz. In seinem zweiten Rennen erreichte er seinen ersten Sieg. Damit ist er jüngster Polesitter und jüngster Gewinner im ADAC GT Masters. Während der Saison folgten zwei weitere Siege. Die Saison schloss er als Meister ab.
In der Saison 2015 trat er mit seinem neuen Teamkollegen Stefan Wackerbauer erneut für Audi im ADAC GT Masters an. Dieses Mal konnte er nur ein Rennen als Sieger beenden, was am Ende der Saison nur zu Meisterschaftsplatz 14 reichte. 2016 wechselte er zu Car Collection Motorsport, an der Seite von Isaac Tutumlu erreichte er jedoch keine vordere Platzierung. 2017 trat er für Aust Motorsport an, gewann mit Markus Pommer ein Rennen am Nürburgring und beendete die Saison als 5. in der Gesamtwertung. 2018 erfolgte der Wechsel zu Land Motorsport, für die er zusammen mit seinem Bruder Sheldon van der Linde antrat. In der Saison gewannen sie zwei Rennen und beendeten sie als Gesamtzweiter. 2019 konnte Kelvin van der Linde schließlich zum zweiten Mal die GT-Masters-Gesamtwertung gewinnen. Er fuhr hierbei zusammen mit Patric Niederhauser für das Team HCB-Rutronik und gewann drei Rennen. Auch 2020 blieb er bei diesem Team in der GT Masters und beendete die Saison auf Platz 4.
Im Jahre 2017 gewann er das 24-Stunden-Rennen vom Nürburgring nach einem Regenchaos kurz vor Ende.
Seit 2021 tritt er in der DTM an, die seit dieser Saison mit GT3-Rennwagen fährt. In der Saison 2021 trat van der Linde für das Team Abt Sportsline mit einem Audi R8 LMS GT3 an. Er fuhr lange um die Meisterschaft mit und beendete sie mit 208 Punkten auf dem dritten Platz. Im letzten Rennen auf dem Norisring kollidierte er in der ersten Kurve mit dem meisterschaftsführenden Liam Lawson, der dadurch zurückfiel. Eine deshalb gegen ihn verhängte 5-Sekunden-Strafe, ein Reifenschaden an van der Lindes Auto sowie die Mithilfe von Lucas Auer ermöglichten es Maximilian Götz, trotz eines vorigen Punkterückstandes, doch noch die Meisterschaft zu gewinnen. Die DTM-Saison 2022 war weniger erfolgreich, er erreichte nur einmal das Podium und wurde am Ende der Saison neunter der Meisterschaft. 2023 gewann Kelvin van der Linde ein Rennen auf dem Red Bull Ring, erreichte ein weiteres Mal das Podium und beendete die Saison als Achter.

## Familie
Er ist der Neffe des früheren Formel-3- und Formel-3000-Piloten Etienne van der Linde und der Enkel von Hennie van der Linde. Sein jüngerer Bruder Sheldon van der Linde ist ebenfalls im Motorsport aktiv.

## Statistik

### Karrierestationen
| - 2006–2010: Kartsport - 2011: Volkswagen Challenge (Platz 1) - 2011: South African Volkswagen Polo Cup (Platz 3) - 2012: South African Volkswagen Polo Cup (Meister) - 2013: Volkswagen Scirocco R-Cup (Meister) - 2014: ADAC GT Masters (Meister) - 2015: ADAC GT Masters (14.) - 2016: ADAC GT Masters (54.) | - 2017: Intercontinental GT Challenge (5.) - 2017: 24-Stunden-Rennen auf dem Nürburgring (Gesamtsieg) - 2017: ADAC GT Masters (5.) - 2018: Intercontinental GT Challenge (6.) - 2018: Blancpain GT Series Sprint Cup (3.) - 2018: ADAC GT Masters (2.) - 2018: 24-Stunden-Rennen auf dem Nürburgring (5.) - 2019: ADAC GT Masters (Meister) | - 2019: Intercontinental GT Challenge (16.) - 2020: 24-Stunden-Rennen auf dem Nürburgring (6.) - 2020: GT World Challenge Europe Sprint Cup (4.) - 2020: GT World Challenge Europe Endurance Cup (4.) - 2020: ADAC GT Masters (4.) - 2021: DTM (3.) - 2022: 24-Stunden-Rennen auf dem Nürburgring (Gesamtsieg) - 2022: DTM (9.) - 2023: DTM (8.) - 2024: DTM (2.) |

### Le-Mans-Ergebnisse
| Jahr | Team             | Fahrzeug       | Teamkollege             | Teamkollege     | Platzierung | Ausfallgrund |
| ---- | ---------------- | -------------- | ----------------------- | --------------- | ----------- | ------------ |
| 2024 | Akkodis ASP Team | Lexus RC F GT3 | ---- Timur Boguslavskiy | Arnold Robin    | Rang 34     |              |
| 2025 | Team WRT         | BMW M4 GT3 Evo | Ahmad Al Harthy         | Valentino Rossi | Ausfall     | Elektrik     |

### Einzelergebnisse in der FIA-Langstrecken-Weltmeisterschaft
| Saison | Team             | Rennwagen      | 1   | 2   | 3   | 4   | 5   | 6   | 7   | 8   |
| ------ | ---------------- | -------------- | --- | --- | --- | --- | --- | --- | --- | --- |
| 2024   | Akkodis ASP Team | Lexus RC F GT3 | KAT | IMO | SPA | LEM | SAO | AUS | FUJ | BAH |
| 2024   | Akkodis ASP Team | Lexus RC F GT3 | DNF | 31  |     | 34  |     | 24  | 23  | DNF |
| 2025   | BMW WRT          | BMW M4 GT3     | KAT | IMO | SPA | LEM | SAO | AUS | FUJ | BAH |
| 2025   | BMW WRT          | BMW M4 GT3     | 28  | 20  | 23  | DNF | 27  |     |     |     |